# Чейндж-Айлендс
Чейндж-А́йлендс (англ. Change Islands) — містечко в Канаді, у провінції Ньюфаундленд і Лабрадор.

## Населення
За даними перепису 2016 року, містечко нараховувало 208 осіб, показавши скорочення на 19,1 %, порівняно з 2011 роком. Середня густина населення становила 39,2 осіб/км².
З офіційних мов обома одночасно не володів жоден з жителів, тільки англійською — 205.
Працездатне населення становило 55,1 % усього населення, рівень безробіття — 40,7 % (41,2 % серед чоловіків та 36,4 % серед жінок). 81,5 % осіб були найманими працівниками, а 22,2 % — самозайнятими.

## Клімат
Середня річна температура становить 3,7 °C, середня максимальна — 18,9 °C, а середня мінімальна — −12,6 °C. Середня річна кількість опадів — 1042 мм.
| Клімат поселення                              | Клімат поселення | Клімат поселення | Клімат поселення | Клімат поселення | Клімат поселення | Клімат поселення | Клімат поселення | Клімат поселення | Клімат поселення | Клімат поселення | Клімат поселення | Клімат поселення | Клімат поселення |
| Показник                                      | Січ.             | Лют.             | Бер.             | Квіт.            | Трав.            | Черв.            | Лип.             | Серп.            | Вер.             | Жовт.            | Лист.            | Груд.            |                  |
| Середній максимум, °C                         | −1,58            | −2,1             | 1,60             | 6,46             | 10,24            | 15,16            | 18,94            | 18,32            | 14,40            | 9,32             | 4,70             | −0,4             |                  |
| Середня температура, °C                       | −6,82            | −7,32            | −3,7             | 1,20             | 4,96             | 9,90             | 15,82            | 15,22            | 11,26            | 6,22             | 1,56             | −3,5             |                  |
| Середній мінімум, °C                          | −12,1            | −12,6            | −8,9             | −4,04            | −0,3             | 4,64             | 12,72            | 12,12            | 8,14             | 3,12             | −1,56            | −6,6             |                  |
| Норма опадів, мм                              | 86               | 81               | 76               | 75               | 74               | 82               | 86               | 100              | 101              | 94               | 97               | 90               |                  |
| Середньомісячна швидкість вітру, м/с          | 6.10             | 5.88             | 5.80             | 5.50             | 5.20             | 4.92             | 4.60             | 4.70             | 5.20             | 5.70             | 6.00             | 6.30             |                  |
| Середньомісячна сонячна радіація, кДж/м²·день | 3476             | 6289             | 10592            | 14246            | 17364            | 19028            | 18756            | 15793            | 11498            | 6709             | 3674             | 2628             |                  |
| --------------------------------------------- | ---------------- | ---------------- | ---------------- | ---------------- | ---------------- | ---------------- | ---------------- | ---------------- | ---------------- | ---------------- | ---------------- | ---------------- | ---------------- |
| Джерело:                                      |                  |                  |                  |                  |                  |                  |                  |                  |                  |                  |                  |                  |                  |